# (20995) 1985 VY
(20995) 1985 VY es un asteroide que forma parte de los asteroides troyanos de Júpiter, descubierto el 1 de noviembre de 1985 por Richard Martin West desde el Observatorio de La Silla, Chile.

## Designación y nombre
Designado provisionalmente como 1985 VY.

## Características orbitales
1985 VY está situado a una distancia media del Sol de 5,090 ua, pudiendo alejarse hasta 5,670 ua y acercarse hasta 4,510 ua. Su excentricidad es 0,113 y la inclinación orbital 20,37 grados. Emplea 4195 días en completar una órbita alrededor del Sol.

## Características físicas
La magnitud absoluta de 1985 VY es 11,7. Tiene 26,203 km de diámetro y su albedo se estima en 0,065.